# Lenin
Lenin, rus: Ленин, AFI [ˈlʲenʲɪn] (Simbirsk, 10 (22) d'abril de 1870-Gorki Léninskie, 21 de gener de 1924), pseudònim de Vladímir Ilitx Uliànov, rus: Владимир Ильич Ульянов, AFI [vɫɐˈdʲimʲɪr ɪˈlʲjitɕ ʊˈlʲjanəf], ( ? i  escolteu-ne la pronunciació en rus), fou un activista revolucionari i pensador rus. Líder del sector bolxevic del Partit Obrer Socialdemòcrata Rus (POSDR), va ser el primer dirigent de la Unió Soviètica.
Lenin va ser un dels seus pseudònims revolucionaris. Se suposa que va escollir aquest nom en oposició a Gueorgui Plekhànov, que utilitzava el pseudònim Volguin, basat en el riu Volga. Uliànov, aleshores, hauria elegit per al seu pseudònim el riu Lena, més llarg i que circula en direcció contrària. Com que sembla que en aquelles dates Plekhànov va tenir gran influència sobre Lenin, la veracitat d'aquesta anècdota és discutida. Cal tenir en compte que, en qualsevol cas, Lenin mai no va explicar l'origen del seu pseudònim. A Occident se l'ha anomenat algun cop amb el nom erroni de Nikolai Lenin, malgrat que mai ningú no el va anomenar així a Rússia.

## Biografia

### Infància
Vladímir Ilitx Uliànov va nàixer el 22 d'abril de 1870 en el si d'una família burgesa, a la ciutat de Simbirsk (actualment Uliànovsk). El seu pare fou Ilià Nikolàievitx Uliànov, un funcionari civil rus, director d'escoles, i més tard conseller d'estat, càrrec que li va permetre treballar per incrementar la democràcia i estendre l'educació gratuïta a Rússia. La seva mare es deia Maria Aleksàndrovna Blank i tingué nombrosos fills, entre ells Aleksandr (de tendència anarquista), que va ser executat el 1887 per atemptar contra el tsar Alexandre III.
Com molts russos, va ser una barreja entre l'ètnia i les tradicions religioses. Tenia ascendència calmuca per part del seu pare, d'alemanys del Volga per part de la seva àvia materna, que eren luterans, i ascendència jueva pel seu avi matern (convertit al cristianisme). El mateix Vladímir Ilitx Uliànov va ser batejat pel ritu de l'Església ortodoxa russa.
De petit se li deia Volódia (diminutiu de Vladímir) i manifestà un do de pensament elaborat i profund, assertiu, poc afectiu i sarcàstic. De ment molt lògica, es va mostrar excel·lent estudiant des de la més tendra infància. Els seus professors van declarar sobre ell:
| «                        | Molt dotat, sempre net i estudiós, primer en totes les matèries, certa tendència a aïllar-se i a la reserva. | » |
| — Fiódor Kérenski (1890) | |   |

Fiodor Kérenski (director del liceu de Simbirsk) era pare del famós Aleksandr Kérenski, que més endavant seria el primer ministre del Govern Provisional derrocat durant la Revolució bolxevic.
Físicament era de complexió atlètica, un bon nedador i patinador sobre gel. Més tard va assistir al gimnàs masculí de Simbirsk, que estava dirigit pel pare d'Alexander Kérenski i es va graduar el 1887 amb medalla d'or.
Vladímir es va distingir en l'estudi del llatí i el grec antic. Va passar per dues tragèdies en la seva joventut: el 1886, son pare va morir d'una hemorràgia cerebral. L'any següent, el maig de 1887, el seu germà gran, Aleksandr Uliànov, va ser detingut i afusellat. Aleksandr Kérenski va escriure que «l'execució d'un germà com Aleksandr Uliànov hagués tingut necessàriament un efecte demolidor i destructiu sobre qualsevol ment normal».
Tanmateix, segons l'historiador Robert K. Massie, l'efecte que va tenir la mort del seu germà és un tema discutible.

## La seva activitat política abans de la Revolució russa

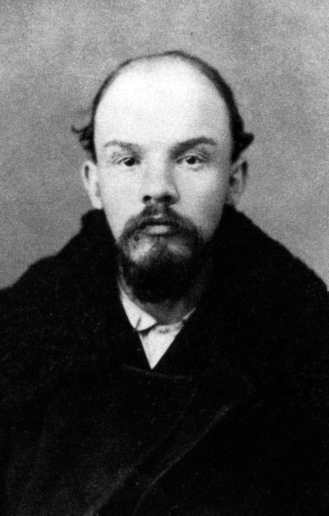
Fotografia de Lenin, desembre 1895

El mateix any de l'execució del seu germà Aleksandr, Lenin acaba els estudis en el liceu de Simbirsk (amb medalla d'or). Al juny, ingressa a la Facultat de Dret de la Universitat de Kazan, on es trasllada amb tota la família.
A Kazan, Lenin entra en contacte amb cercles revolucionaris i és detingut el desembre del mateix any. L'endemà, dirigeix la carta següent al rector de la universitat:
| « | Atès que no és possible continuar els meus estudis a la universitat en les actuals condicions de la vida universitària, tinc l'honor de suplicar humilment a Sa Excel·lència que disposi la meva exclusió com a estudiant de la Universitat Imperial de Kazan. | » |

El 7 de desembre de 1887, Lenin és deportat a Kokúixkino, un llogaret a la província de Kazan, i posat sota vigilància policial.
Rebutjades per les autoritats les seves peticions de readmissió a la Universitat de Kazan, així com de cursar estudis a l'estranger, al final obté el permís per tornar a Kazan a l'octubre. De nou a Kazan, Lenin s'ocupa en l'estudi d'El capital de Karl Marx, i ingressa en un cercle marxista organitzat per Nikolai Fedosséiev. L'any següent, instal·lat a Samara, és detingut en relació amb la seva pertinença a aquest cercle.
El juny de 1890, i després de diverses sol·licituds rebutjades, se l'autoritza a examinar-se com a extern en les assignatures de Dret per la Universitat de Sant Petersburg. El gener de 1892 aconsegueix el diploma universitari, i exerceix com a passant d'advocat a Samara. Durant aquest temps actuarà com a defensor en diverses causes. El juliol d'aquest any, i després de repetides sol·licituds al Tribunal Comarcal de Samara i al Departament de Policia obté la certificació que li dona dret a exercir l'advocacia el que resta de l'any, que és renovada l'any següent. Durant aquest temps escriurà alguns textos contra els populistes (naródniki), que llegirà en cercles marxistes.
L'any 1893 es trasllada a Sant Petersburg, s'atura en el camí a Nijni Nóvgorod i a Moscou, on es posa en contacte amb diversos grups marxistes. A Sant Petersburg exerceix com a passant. Aquell any escriu Sobre l'anomenada qüestió dels mercats, que llegeix en els cercles marxistes.
El 1894 es trasllada a Moscou, on continuarà la seva relació amb els cercles marxistes i obrers, i seguirà treballant en el pla teòric en contra de les idees dels populistes. Contra ells escriu les seves obres Qui són els "amics del poble" i com lluiten contra els socialdemòcrates (1894) i El contingut econòmic del populisme i la seva crítica en el llibre del senyor Struve (1894-1895).
Per aquesta època comencen els seus primers viatges per Europa, analitzant els processos revolucionaris del vell continent. L'any 1896, les seves activitats revolucionàries li ocasionen l'empresonament i el desterrament a Sibèria (1897), on passarà tres anys de la seva vida. A Sibèria, el 1898, contraurà matrimoni amb Nadejda Krúpskaia. També dedicarà aquest temps a redactar el seu voluminós treball El desenvolupament del capitalisme a Rússia.
El 1903, presentarà les seves tesis al Partit Obrer Socialdemòcrata Rus, que serviran per a establir un primer distanciament entre la fracció bolxevic i la menxevic. Posteriorment, durant la Revolució del 1905, viatjarà des de Suïssa en un tren ocult, per intentar estendre el foc revolucionari i, en no aconseguir-ho, optarà per exiliar-se a Finlàndia, per passar després una vegada més a Suïssa.
En el clima de reacció dels anys posteriors a la revolució fallida del 1905, va començar a exercir influència entre els cercles socialistes russos i alemanys una nova filosofia, l'empiriocriticisme. Els seus principals representants foren Ernst Mach i Richard Avenarius. Es tractava d'una filosofia pretesament marxista, que buscava abandonar el materialisme inspirant-se en la recent crisi de la física i en filosofies basades en el mètode científic, com el positivisme. L'enfrontament de Lenin a aquesta filosofia, que qualificava d'idealista i de successora del berkeleyisme, es va concretar en una de les seves més importants obres filosòfiques: Materialisme i empiriocriticisme (1908).

## Lenin i la Revolució del 1917
Amb l'inici de la Primera Guerra Mundial la seva figura política s'expandeix, en propugnar l'oposició de la socialdemocràcia alemanya a la guerra, i el converteix en una figura clau a Rússia, quan l'evolució de la contesa es mostra obertament desfavorable per al seu país. Després de la inesperada Revolució de febrer, que culmina en l'abdicació del tsar, comença a forjar un procés revolucionari que es resoldria en el mes de novembre (octubre segons el vell calendari).

### Anàlisi prèvia dels esdeveniments de febrer (Cartes des de lluny)
La Revolució de febrer sorprèn Lenin exiliat a Suïssa. Amb l'escassa informació dels fets que arriba als emigrats russos, fonamentalment la premsa legal, Lenin es llança a aventurar una explicació dels seus fonaments i causes.
A la primera de les seves Cartes des de lluny, Lenin centra la seva explicació en dos punts:

1. Les lluites de classes, franques i obertes, desencadenades al trienni de 1905 a 1907, que van permetre accelerar els esdeveniments de febrer. 
| « | La primera revolució (1905) va remoure profundament el terreny, va arrencar d'arrel prejudicis seculars, va despertar a la vida política i a la lluita política milions d'obrers i desenes de milions de camperols, va mostrar a cada classe i al món sencer el veritable caràcter de totes les classes (i tots els principals partits) de la societat russa, la veritable correlació dels seus interessos, de les seves forces, dels seus mitjans d'acció, dels seus objectius immediats i llunyans. | » |

2. La guerra mundial imperialista, com a factor determinant capaç d'accelerar els esdeveniments històrics i d'"engendrar crisis mundials econòmiques, polítiques, nacionals i internacionals d'una força inusitada". Una guerra mundial orquestrada per les burgesies nacionals, i que "havia de transformar-se en una guerra civil entre les classes enemigues". Aquest procés ha començat en la Revolució de febrer. La guerra mundial serà decisiva per a la revolució. Les pressions econòmiques que obligaven a aquest conflicte entre les burgesies nacionals d'Europa (i en relació amb això, la pressió política de britànics i francesos), posaran les classes dirigents de Rússia en un carreró sense sortida, fent impossible una pau amb Alemanya. La impossibilitat d'aquesta pau, única mesura que hauria pogut frenar el descontentament popular, va impedir qualsevol reconciliació de les classes en conflicte i conduí a una dualitat de poders que només es va poder resoldre per mitjà d'una revolució.
En efecte, en el primer acte de la revolució han confluït tres forces:
1. La monarquia tsarista, tradicionalista, "cap dels terratinents feudals, cap de la vella burocràcia i del generalat".[5]
2. La burgesia, que posseeix el veritable poder econòmic, i que s'ha organitzat amb rapidesa des de 1905.[6]
3. El Soviet.

Després de la Revolució de Febrer, el 2 de març, el tsar Nicolau II ha d'abdicar al ser-li pres el govern, i es forma un govern provisional de tipus burgès. Ambdós esdeveniments van ser forçats per la necessitat que un govern moderat aplaqués els vents de subversió i atorgués algunes concessions, a canvi de seguir sostenint la guerra amb els alemanys. Però, com apunta Lenin, l'abdicació del tsar no suposava de fet una contradicció en el règim (en tot cas, es tractava d'una desavinença merament transitòria), sinó més aviat un tancament de files entre la burgesia que reclamava la seva hora i les forces representades per la monarquia. A la pràctica, malgrat el seu discurs republicà, la burgesia necessitava mantenir el tracte amb la monarquia. Per això, la restauració encara era una amenaça possible.
Com que després de l'abdicació del tsar forçada pel triomf de la Revolució de Febrer, el Govern Provisional constituït a Rússia sota la presidència primer del príncep Lvov i després del dirigent socialrevolucionari Aleksandr Kérenski, va decidir continuar la guerra dins de les potències de l'Entesa, el Govern Imperial Alemany va decidir intentar aconseguir la victòria al Front de l'Est aprofitant el sentiment antibel·licista existent a Rússia. Per això va permetre al dirigent bolxevic Lenin viatjar en un vagó de tren segellat des de Suïssa, on residia, cap a Rússia passant per Alemanya, Suècia i Finlàndia. En arribar, el 3 d'abril de 1917 va publicar les famoses "Tesis d'abril" al diari Pravda. Hi feia una anàlisi de com s'haurien de desenvolupar els fets polítics, ara que s'iniciava una nova etapa. A més a més, parla d'aconseguir una revolució socialista afavorint el repartiment de terres i rebutjant la guerra. Davant les forces del govern i de la monarquia, Lenin aposta aquí pel Soviet. El govern provisional és incapaç d'ignorar els interessos tant de la burgesia russa com del capital estranger representat pels governs de la Triple Entesa. Per tant, és incapaç de signar una pau amb Alemanya. El govern provisional tampoc no pot enfrontar-se als terratinents i lliurar la terra als pagesos i als obrers del camp.
L'única sortida possible per a Lenin en aquesta situació és el Soviet, l'únic garant aleshores (i mentre durés la dualitat de poders) de la llibertat popular, i que manté el govern a la defensiva oferint concessions que intentin pal·liar el descontentament i la misèria que la guerra mundial encara provoca.
En definitiva, en aquesta època Lenin pensa en els termes següents:
- expulsats els Romànov, roman un estat de tall burgès similar als de l'Europa occidental (i igualment militarista);
- aquest estat burgès, però, es troba amb les mans lligades perquè existeix una institució popular, el Soviet, que a Petrograd ostenta el veritable poder i contra el qual l'Estat és incapaç d'imposar-se mitjançant la repressió;[10]
- aquest poder, però, ha cedit voluntàriament fins ara el poder de l'Estat a la burgesia.

En aquestes condicions, la minoria bolxevic ha d'advocar perquè el Soviet avanci definitivament cap a l'apropiació del poder de l'Estat.

«La veritat és sempre revolucionària»

Lenin va haver d'utilitzar tota la seva influència per convèncer la majoria de la direcció del seu partit que havia arribat el moment de derrocar el govern per mitjà d'una nova revolució (la Revolució d'octubre) que va portar al poder els bolxevics. Des de llavors i fins a la seva mort va encapçalar el govern revolucionari (president del Consell de Comissaris del Poble). Després de signar la pau amb Alemanya en el tractat de Brest-Litovsk (1918), es va haver d'enfrontar a la guerra civil i contra els anomenats blancs, que comptaven amb l'ajut de les principals potències estrangeres. Va demostrar flexibilitat com a governant aprovant la Nova política econòmica (NEP) l'any 1921, que va suposar un retorn transitori al capitalisme per fer front al desgavell econòmic que havia suposat l'anomenat comunisme de guerra.
Va ser ferit en un atemptat per Fanni Kaplan el 1918, un fet que li deixà greus seqüeles. Va morir el 21 de gener de 1924 a causa d'un accident vascular cerebral. El seu cos embalsamat es troba al mausoleu de la plaça Roja.
Després de la seva mort es va plantejar el problema de la successió en la conducció del govern i el partit. Per a alguns el successor era clarament Trotski, encara que el mateix Lenin en el seu testament considerava que ni Trotski ni Stalin no eren aptes —aquest últim fortament criticat per concentrar l'autoritat—, i fins suggeria la remoció dels seus càrrecs en el partit, Finalment el partit —que tenia l'última paraula— va elegir per majoria a Stalin.
El text del testament de Lenin es va mantenir en secret fins a 1956. En el seu honor, entre 1924 i 1991 es va reanomenar la ciutat de Sant Petersburg com a Leningrad .

## Topònims de Lenin

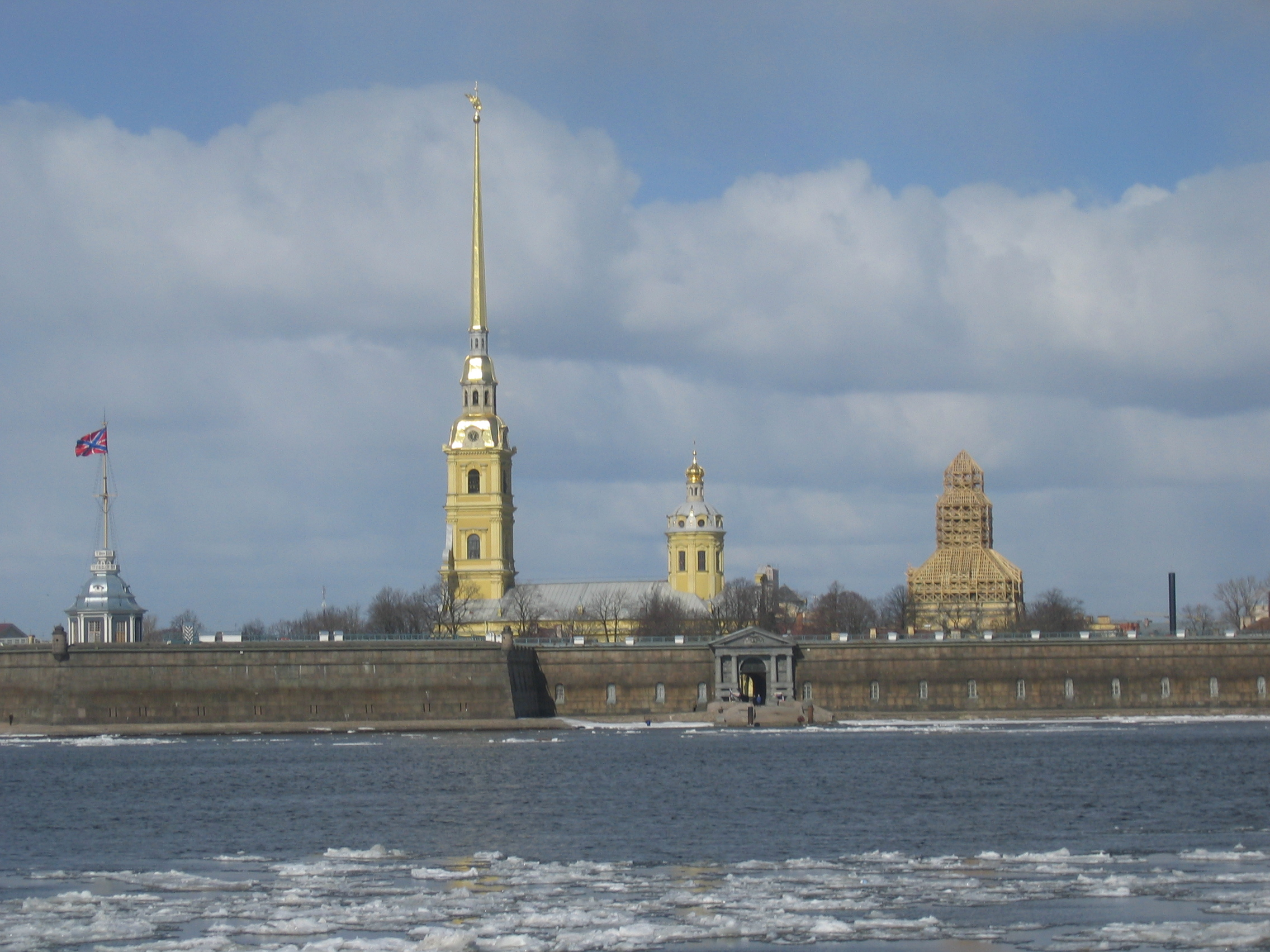
Vista de Sant Petersburg, Leningrad fins a 1991

Amb topònims de Lenin es fa referència a tots aquells topònims basats en el nom de Vladímir Lenin, ideòleg de la Revolució d'octubre i primer dirigent de la Unió de Repúbliques Socialistes Soviètiques. Des de la seva mort, el 1924, va ser homenatjat per noms de ciutats, places, muntanyes, etc., principalment a la Unió Soviètica i en altres estats socialistes.
En dissoldre's la Unió Soviètica, el 1991, molts d'aquests llocs van veure canviar els seus noms a l'anterior o a un altre de diferent. A continuació es presenta una llista dels principals llocs que porten o van portar el seu nom:

### Ciutats i pobles
- Leninabad, poble a la República Autònoma de Nakhtxivan, Azerbaidjan.
- Leninabad (1936-1992) — ara i possiblement abans: Khudjand, Tadjikistan
- Leninakan (1924-1990) — ara i possiblement abans: Gyumri, Armènia
- Leningori (1924?-1990) — ara i possiblement abans: Leningor (Ajalgori), Ossètia del Sud, Geòrgia
- Leningrad (1924-1991) — ara: Sant Petersburg i abans: Petrograd, Rússia
- Lénine, "assentament de tipus urbà" a Crimea, Ucraïna (ucraïnès: Ле́ніне, rus: Ленино, Lénino, tàtar de Crimea: Yedi Quyu, que significa '7 pous'. Abans del 1957, l'ucraïnès i el rus coincidien amb el sentit del nom original en tàtar de Crimea, és a dir, ucraïnès: Сім Коло́дязів, Sim Kolódiaziv, rus: Семь Коло́дезей, Sem Kolódieziei).
- Leninogorsk, República de Tatarstan, Rússia, fundada el 1948
- Leninogorsk (1941-2002) — Kazakhstan
- Léninsk, un poble a l'óblast de Volgograd, Rússia
- Léninsk, assentament urbà a l'óblast de Txeliàbinsk, Rússia
- Léninsk (1937-1992) — ara i abans: Asakà, Uzbekistan
- Léninsk (1958-1995) — ara i abans: Baikonur, Kazakhstan
- Léninsk (1918-1929) — ara i abans: Taldom, óblast de Moscou, Rússia
- Léninsk-Kuznetski, óblast de Kémerovo, Rússia, anomenat Koltxúgino abans de 1925
- Gorki Léninskie, óblast de Moscou, Rússia, conegut com a Gorki abans de 1924
- Uliànovsk, Rússia — anomenat Simbirsk abans de 1924

### Districtes i óblasts
- Districte Lenin, en l'Óblast Autònom Hebreu, Rússia
- Districte Lenin, en l'Óblast de Moscou, Rússia
- Districte Lenin, en l'Óblast de Tula, Rússia
- Districte Lenin, en l'Óblast de Volgograd, Rússia
- Leninvàrs (1970-1990) — Tiszaújváros, Hongria
- Óblast de Leningrad, un subjecte federal de Rússia

### Carrers
Pràcticament tota ciutat i poble de la Unió Soviètica va tenir un carrer o avinguda anomenada Lenin. Després de la dissolució, molts d'aquests carrers o avingudes van ser rebatejats però molts d'altres conserven aquest nom, per la qual cosa una llista completa es fa improcedent. La llista següent és de vials fora de l'antic territori soviètic.
- Avinguda Lenin, Luanda / Angola

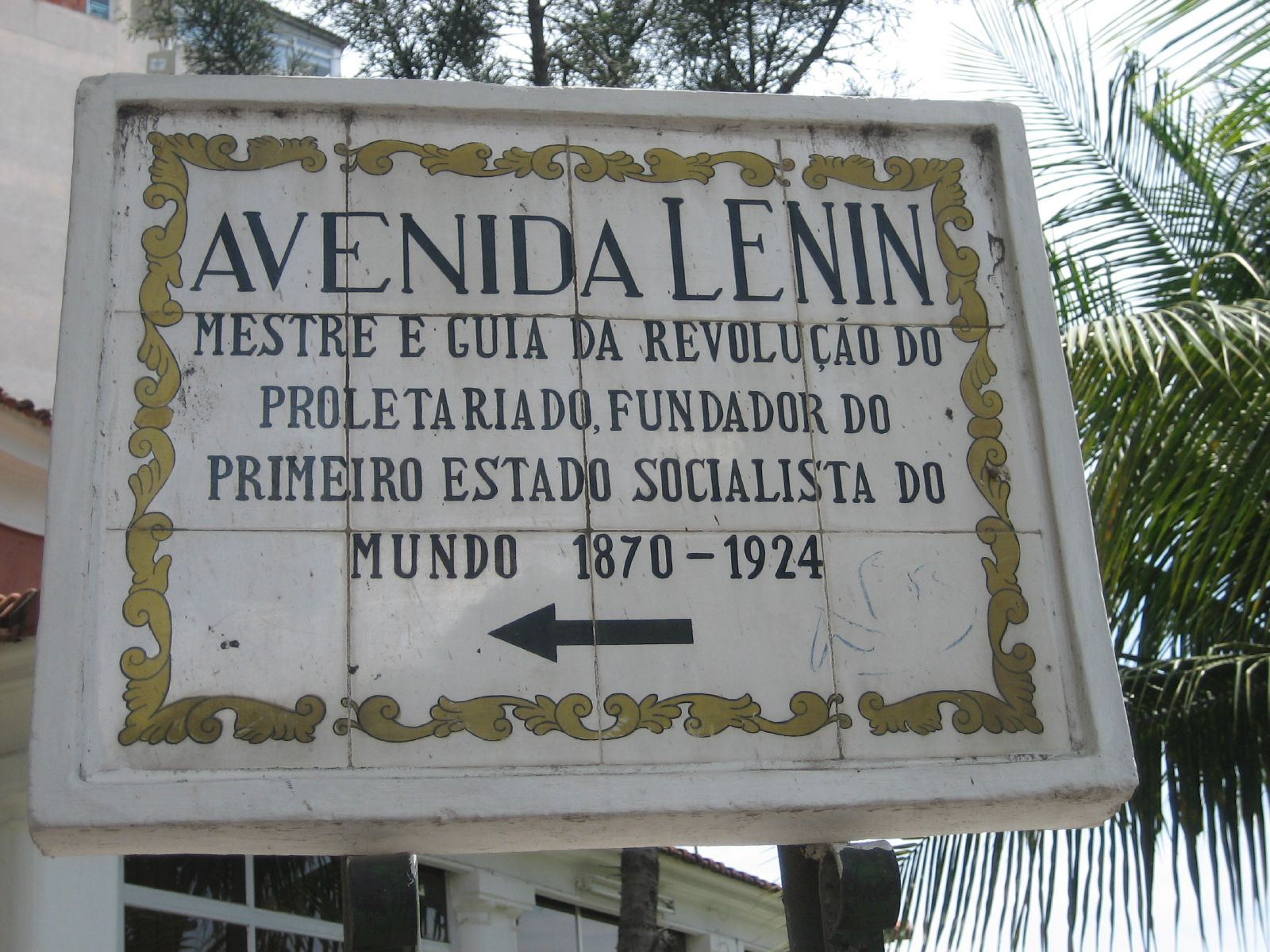
«Mestre i guia de la Revolució del proletariat, fundador del primer estat socialista del món». Avinguda Lenin a Luanda

- Rue Vladimir Ilitch Lénine, Arcueil / França
- Rue Lénine (Carrer Lenin), Ivry / França
- Rue Lénine (Carrer Lenin), L'Ile St Denis / França
- Rue Lénine (Carrer Lenin), La Courneuve / França
- Rue Lénine (Carrer Lenin), Persan / França
- Rue Lénine (Carrer Lenin), Bobigny / França
- Rue Lénine (Carrer Lenin), Portes-les-Valence / França
- Leninallee (ara Landsberger Allee), Berlín / República Democràtica Alemanya
- Leninplatz (Plaça Lenin), Berlín / República Democràtica Alemanya
- Lenin Terrace, Chopwell / Anglaterra.
- Leninova ulice (Carrer Lenin) - Evropská třída, Praga / República Txeca
- Leninova ulice (Carrer Lenin) - Kounicova ulice, Brno / República Txeca
- Leninova ulice (Carrer Lenin) - Klišská ulice, Ústí nad Labem / República Txeca
- Leninova ulice (Carrer Lenin) - Palackého ulice, Pilsen / República Txeca
- Leninova ulice (Carrer Lenin) - ulice E. Beneše, Písek / República Txeca
- Leninova ulice (Carrer Lenin) - Nádražní, Krnov / República Txeca
- Piazza Lenin (Plaça Lenin), Cavriago / Itàlia
- Viale Lenin (Carrer Lenin), Bolonya / Itàlia
- Via Lenin (Carrer Lenin), Ferrara / Itàlia
- Via Lenin (Carrer Lenin), Bibbiano / Itàlia
- Avenida Lenin, O Chao, Lugo, Espanya
- Calle Lenin, Badolatosa, Sevilla, Espanya
- Carrer Lenin, Calcuta / Índia
- Carrer Lenin, Erode / Índia
- Carrer Lenin, Pondicherry / Índia
- Lenin körút (boulevard Lenin) - ara Tisza Lajos körút, Szeged / Hongria

### Altres llocs
- Leninova (estació Lenin del metro) - ara Dejvická, Praga / República Txeca
- Závody V. I. Lenina (Fàbriques V. I. Lenin) - ara Škoda Plzeň, Pilsen / República Txeca
- Muzeum V. I. Lenina (Museu V. I. Lenin) - ara Lidový dům ČSSD (Partit Popular Social Demòcrata de la República Txeca)
- Parque Lenin - L'Havana / Cuba
- Colina Lenin - Regla / Cuba
- Central elèctrica nuclear memorial V.I. Lenin -Txornòbil / Ucraïna

## Estàtues
Pràcticament cada ciutat i poble de la Unió Soviètica tenia almenys una estàtua de Lenin. Tot i que la majoria d'aquestes estàtues ja han estat retirades i incorporades en museus, encara se'n conserven algunes als territoris de la ja desapareguda Unió Soviètica:

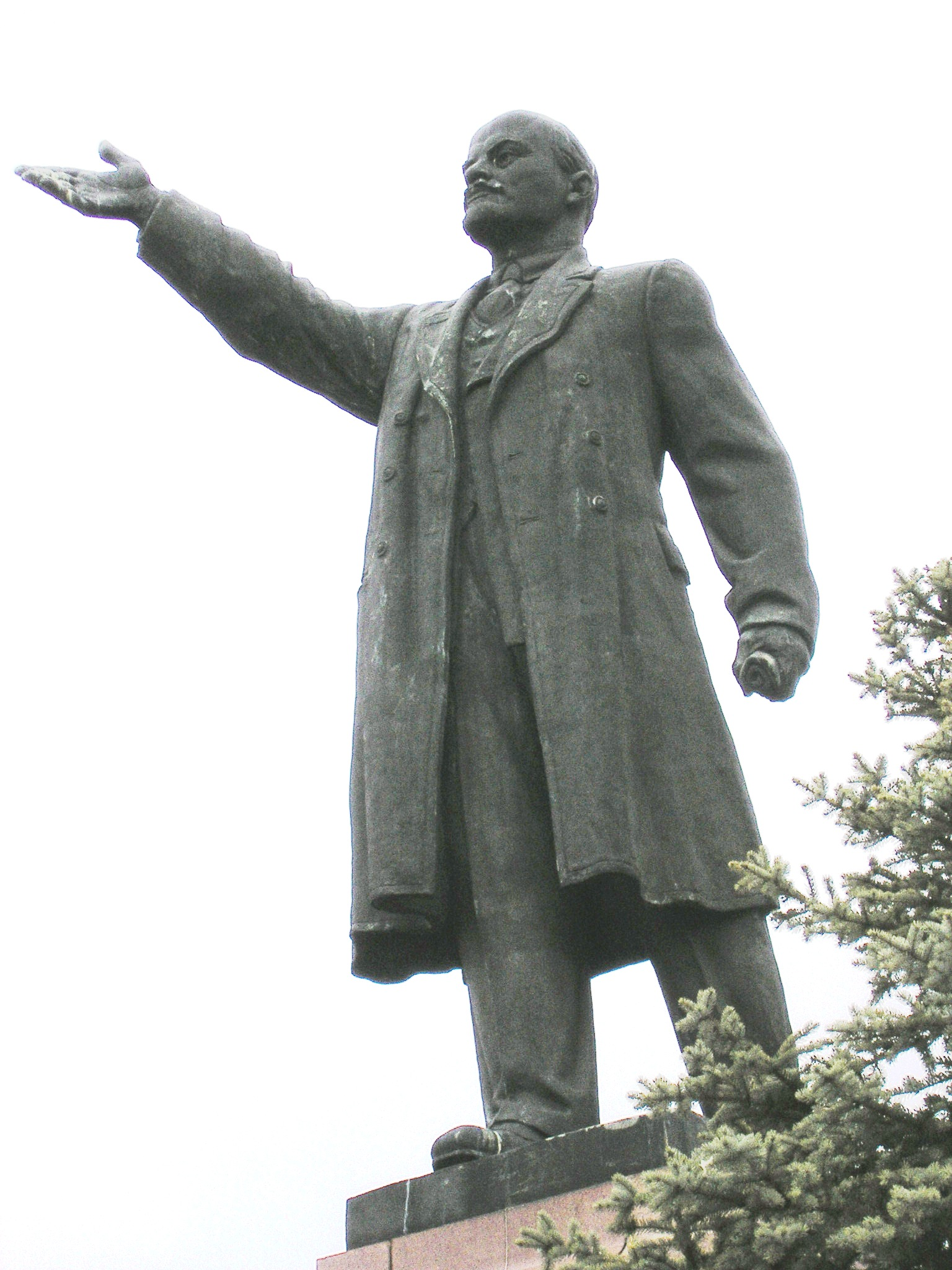
Estàtua de Lenin a Kineixma (Rússia)
Estàtua de Lenin a Duixanbe (Tadjikistan)
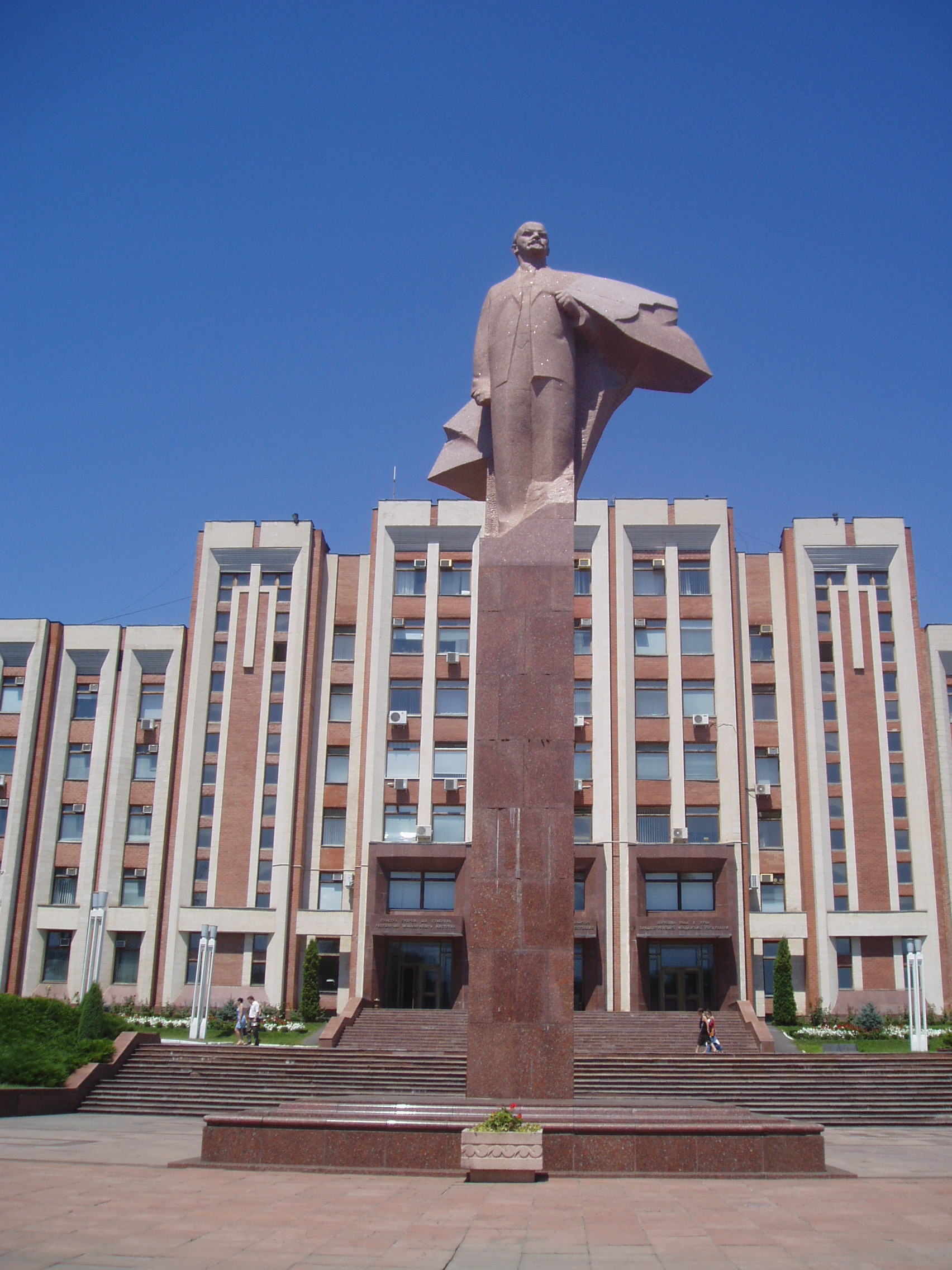
Estàtua de Lenin a Tiraspol (Moldàvia)
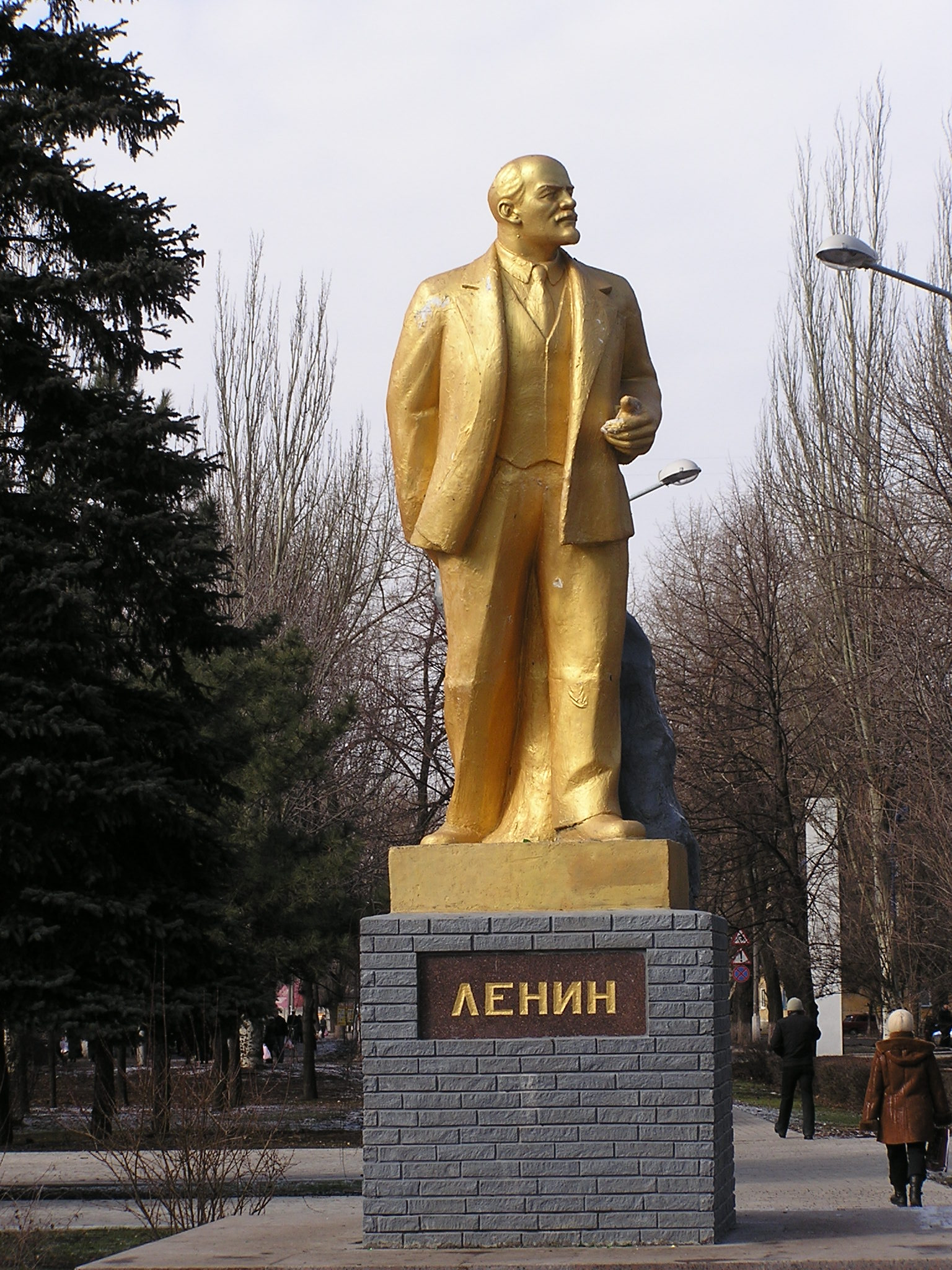
Estàtua de Lenin a Donetsk (Ucraïna)
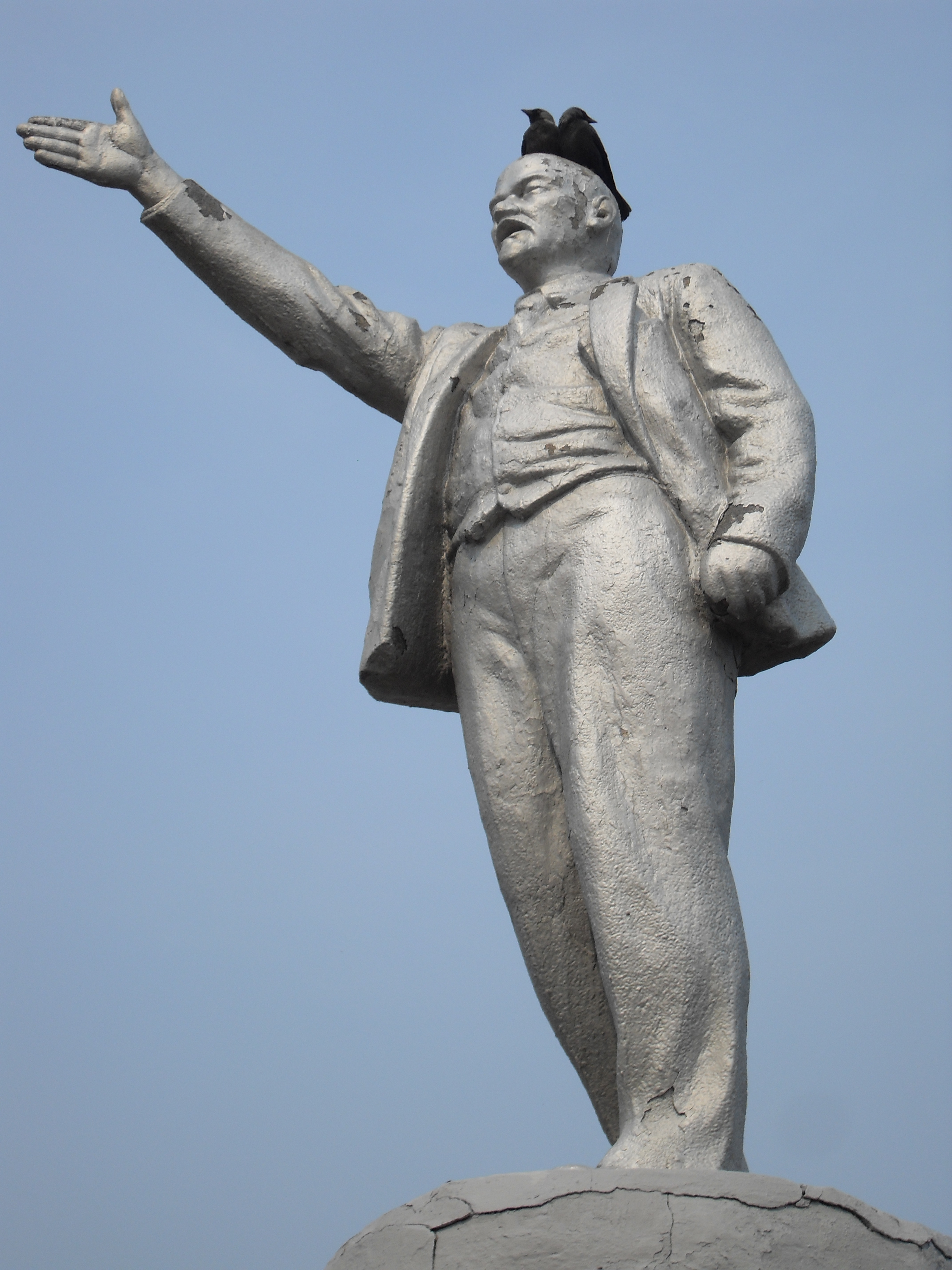
Estàtua de Lenin a Kolomna (Rússia)
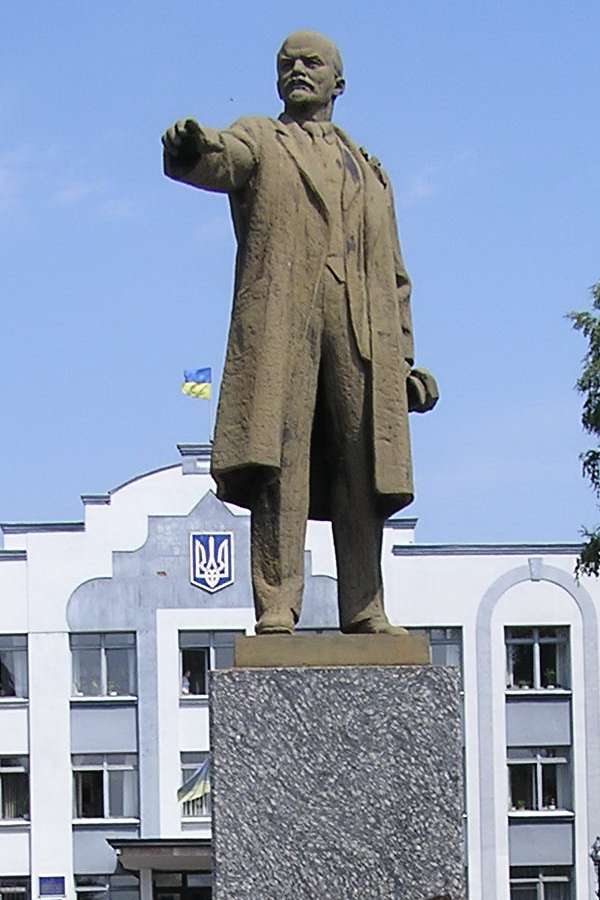
Estàtua a Borzna (Ucraïna)
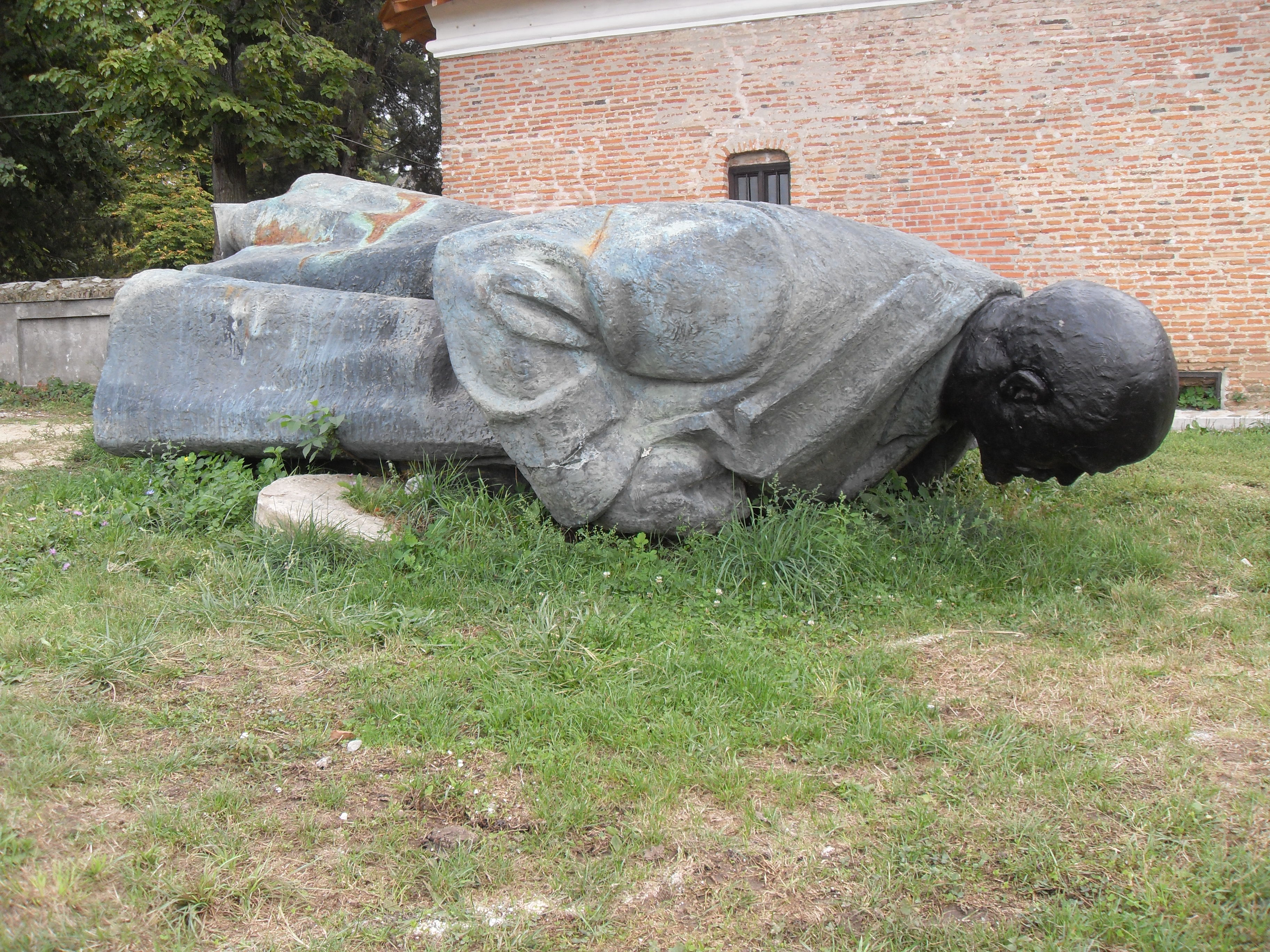
Estàtua abandonada de Lenin a Mogoşoaia (Romania)
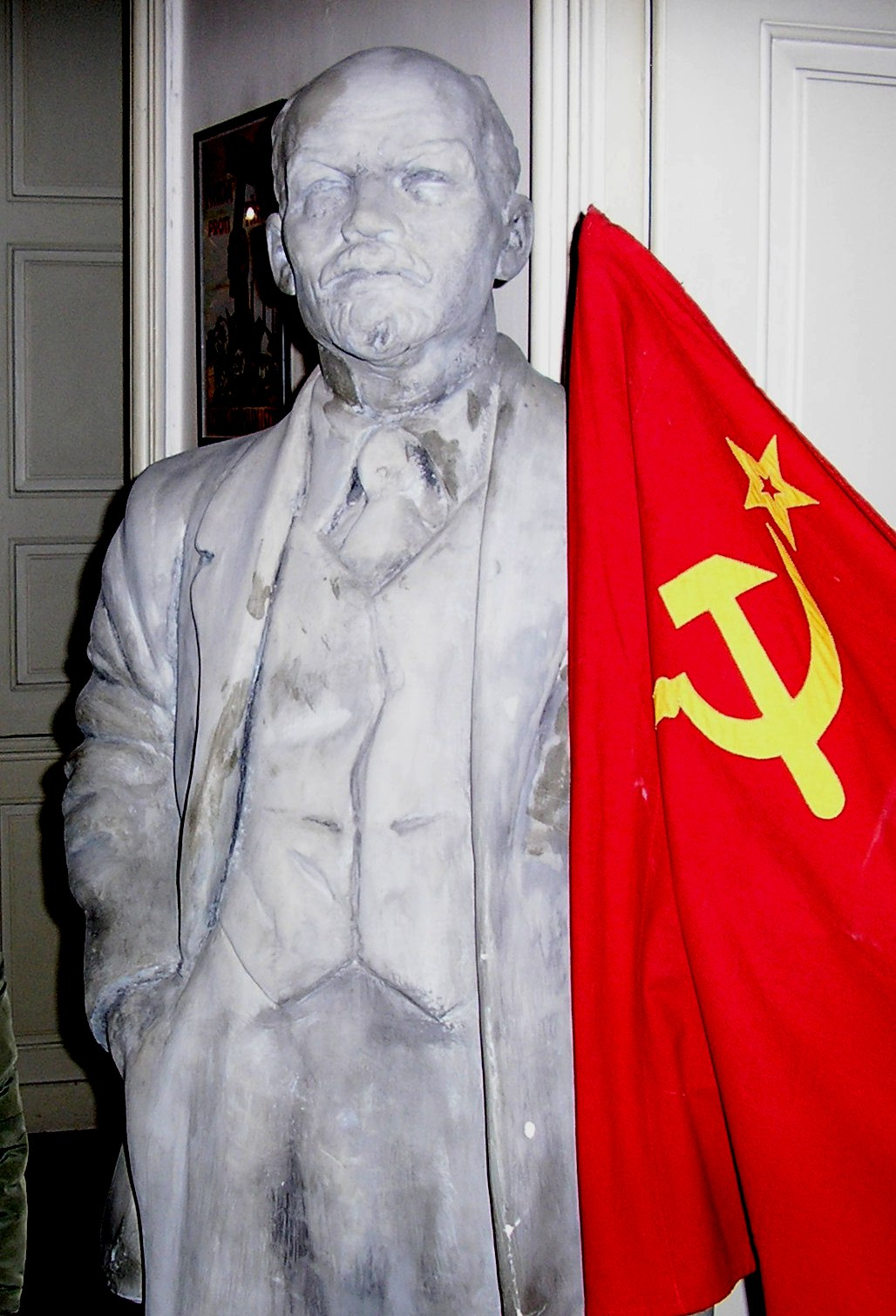
Estàtua al museu del comunisme de Praga (República Txeca)
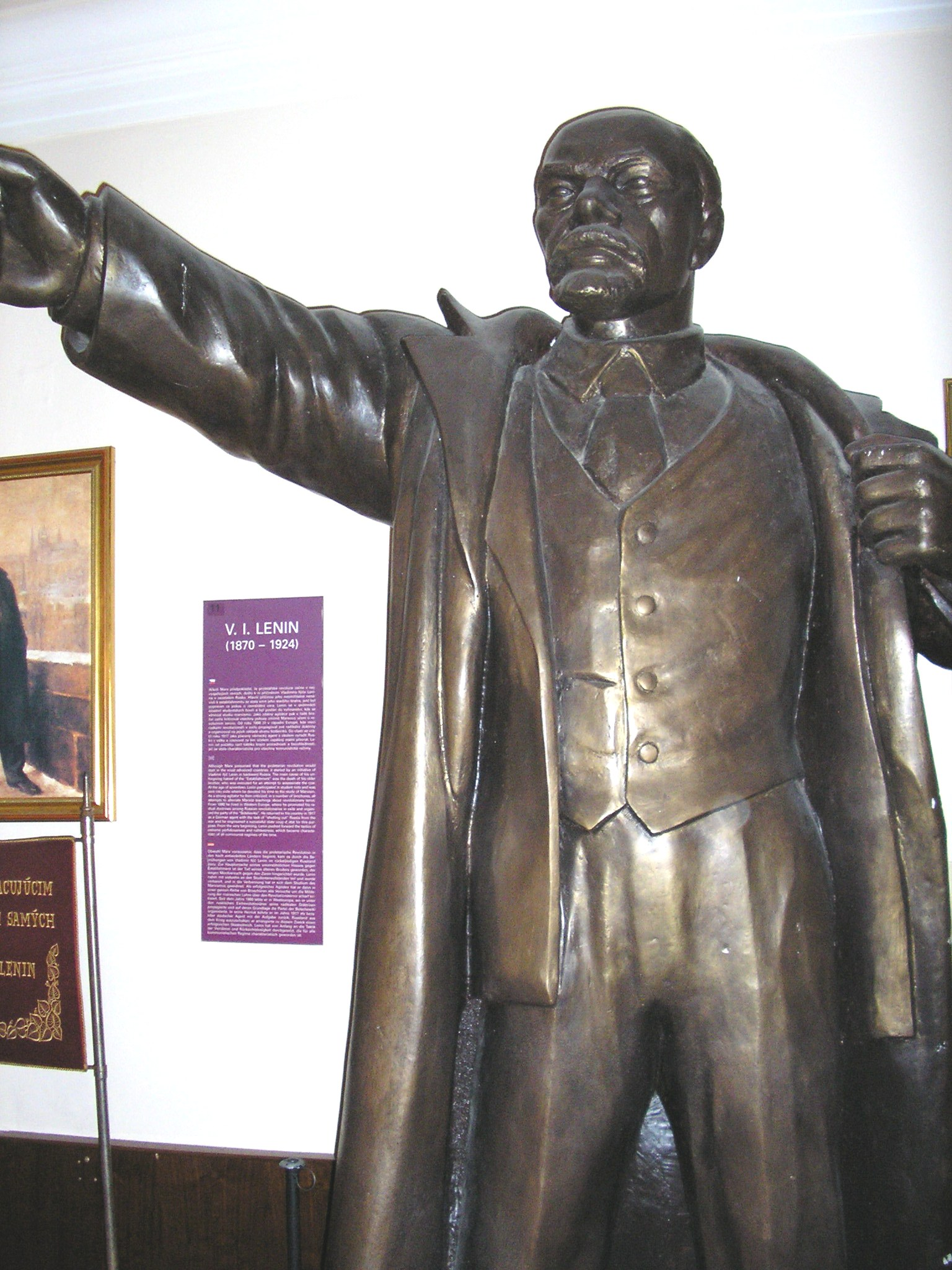
Estàtua de Lenin al museu del comunisme de Praga (República Txeca)

### Selecció d'obres
Entre les més significatives de les obres de Lenin són:
- A quina herència renunciem (1897)
- El desenvolupament del capitalisme a Rússia (1899)
- Què fer? (1902)
- Un pas endavant, dos passos enrere (1904)
- Dues tàctiques de la socialdemocràcia en la revolució democràtica (1905)
- Materialisme i empiriocriticisme (1908)
- Karl Marx (1914)
- Tres fonts i tres parts integrants del marxisme (1914)
- El dret de les nacions a l'autodeterminació (1914)
- L'imperialisme, fase superior del capitalisme (1916)
- El programa militar de la revolució proletària (1916)
- Les tasques del proletariat en la present revolució (tesis d'abril) (1917)
- L'Estat i la Revolució (1917)
- La revolució proletària i el renegat Kautski (1918)
- L'economia i la política en l'era de la dictadura del proletariat (1919)
- La malaltia infantil de l'"esquerranisme" al comunisme (1920)
- Carta al XIII Congrés del Partit Comunista de la Unió Soviètica (testament de Lenin) (1923)